# Sport de combat
« Corps à corps » redirige ici. Pour les autres significations, voir Corps à corps (homonymie).

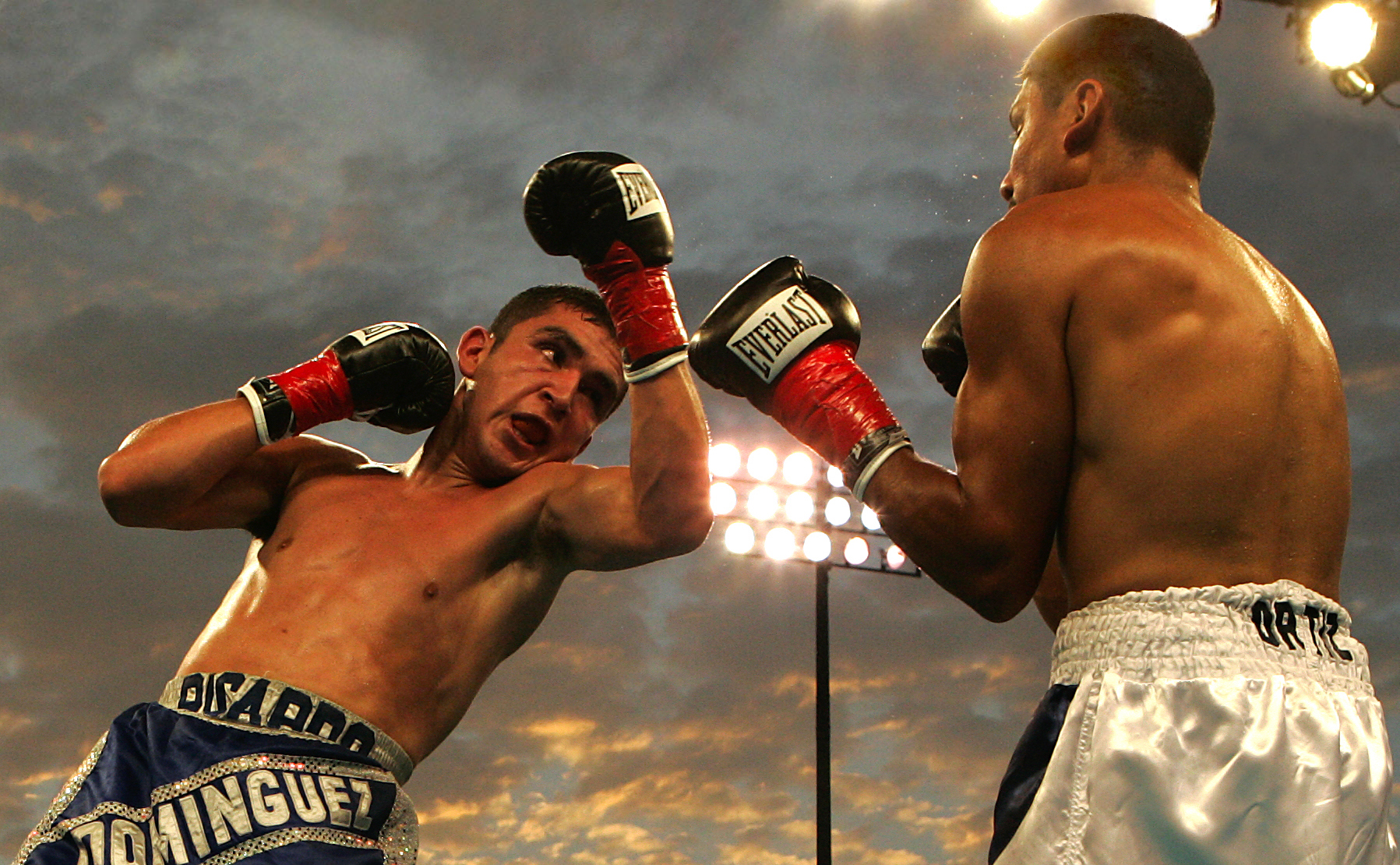
La boxe anglaise est un des sports de combat les plus médiatisés.

Un sport de combat appartient à une famille d'activités sportives proposant le plus souvent sous forme compétitive un affrontement entre deux combattants, qualifié de combat ou parfois de duel.

## Sport de combat et art martial
La notion de « sport de combat » est distincte de celle d'art martial, même si certaines disciplines présentent les deux facettes.
Un art martial est, par définition, un « art de guerre » fondé sur un code moral que les combattants doivent respecter.
Certaines des premières pratiques sportives de combat organisé, comme les combats de gladiateurs ou les tournois du Moyen Âge, pouvaient avoir pour objectif la mise à mort de l'adversaire[réf. nécessaire] et mettaient gravement en danger la vie des combattants. Pour limiter la dangerosité potentielle, des aménagements ont été progressivement standardisés.
Ainsi, un sport de combat possède des règles visant notamment à garantir l'intégrité physique, aussi bien lors des entraînements que des compétitions (oppositions publiques) dont ils font très souvent l'objet, sous la supervision d'un ou plusieurs arbitres faisant appliquer les règles. Le sport de combat s'éloigne donc du combat réel : il permet de se confronter à un adversaire ayant des réactions imprévisibles mais en préservant une dimension sportive (fair-play, respect, exercice physique).
La pratique sportive se rapproche toutefois de la pratique martiale dans le sens où les techniques pratiquées dans les sports de combat peuvent être utilisées face à un agresseur violent, dans le contexte d'une agression et non d'un affrontement sportif. C'est pour cette raison que les forces de l'ordre et les militaires pratiquent des sports de combat dans le cadre de leur formation initiale et continue.

## Classification des sports de combat
Les sports de combat peuvent être classifiés en plusieurs types : les sports de préhension, de percussion, mixtes ou avec armes.
Les sports de combat de préhension, aussi nommés grappling, autorisent des techniques de saisie de l'adversaire afin de projeter celui-ci au sol, ou le contrôler à l'aide de prises de soumissions et d'immobilisations. Les sports de lutte font généralement partie de ce type de pratique, telles les disciplines olympiques de lutte gréco-romaine ou de lutte libre. Autre sport de combat au programme des Jeux olympiques depuis 1964, la pratique en compétition de l'art martial japonais du judo est aussi classée comme sport de combat de préhension.
Les sports de combat de percussion se focalisent sur les techniques de frappe. Celles-ci peuvent être exécutées, suivant les disciplines, avec les membres supérieurs (coups de poing, coups de coude) ou inférieurs (coups de pied, coups de genou). L'ensemble des pratiques regroupées sous le nom de boxe font typiquement partie de cette catégorie. Le karaté ou le taekwondo comme sports de compétition sont aussi des disciplines de percussion.
Les sports de combat mixtes, appelés sports de combat hybrides ou encore sports de combat de percussion-préhension, mélangent les techniques des deux types précédents. Les arts martiaux mixtes (MMA), sanshou ou le sambo combat, les jujitsu contact sont des exemples de disciplines appartenant à cette catégorie.
Les sports de combat armés regroupent les pratiques utilisant des armes comme l'escrime ou le kendō.

## Sports de combat olympiques

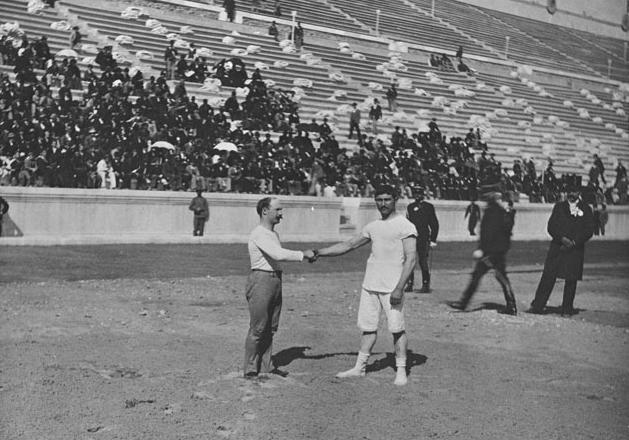
La lutte est l'épreuve olympique de combat la plus ancienne, dès l'Antiquité et dès les premiers jeux olympiques modernes de 1896 (dont on voit ici les adversaires de la finale).

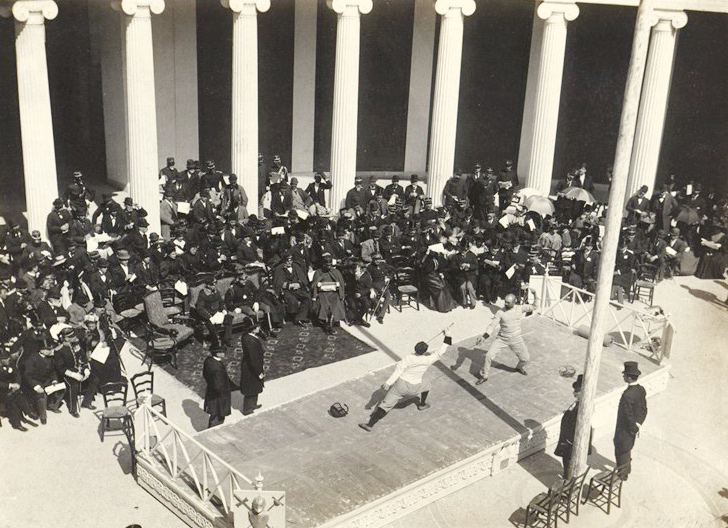
L'escrime est, avec la lutte, le plus ancien sport de combat olympique moderne.

Il existe 6 sports de combat qui sont au programme des Jeux olympiques d'été. 
Par ordre chronologique d'entrée aux Jeux :
- l'escrime depuis les Jeux de 1896 à Athènes
- la lutte depuis les Jeux de 1896 à Athènes
- la boxe anglaise depuis les Jeux de 1904 à Saint-Louis
- le judo depuis les Jeux de 1964 à Tokyo
- le taekwondo depuis les Jeux de 2000 à Sydney
- le karaté à partir des Jeux de 2020 à Tokyo en tant que sport additionnel[5]

Sous une autre forme codifiée, la lutte antique et la boxe (pugilat) faisaient également partie des épreuves des jeux olympiques antiques.